# خطوط آسمان الجوية الإيرانية الرحلة 3704
خطوط آسمان الجوية الإيرانية رحلة 3704 (EP3704/IRC3704) هي رحلة جوية محلية إيرانية كان من المرتقب نقل ركاب الرحلة من العاصمة طهران إلى مدينة ياسوج عبر طائرة ركاب جوية تابعة لشركة آسمان للطيران، وفي 18 شباط/فبراير 2018 تحطمت الطائرة من طراز إيه تي آر 72 في جبل دينا في زاغروس بالقرب من سميرم في محافظة أصفهان.
نجم عن الحادث وفاة كل الركاب والبالغ عددهم 59 راكبا بالإضافة إلى مصرع الطاقم التقني البالغ عدده ستة والمكون من الربان ومساعده وجنديين تابعين للحرس الثوري الإيراني كانا مكلفين بمراقبة وحماية الطائرة.

## الطائرة
الطائرة المنكوبة هي من طراز إيه تي آر 72 أما رقمها التسلسلي فهو 391، وكانت مُسجلة تحت عنوان EP-ATS. بُنيت الطائرة في تشرين الأول/أكتوبر 1993 وحلَّقت أول مرة بتاريخ 26 تشرين الأول/أكتوبر من نفس السنة ثم سلمت إلى شركة آسمان للطيران الإيرانية في 12 كانون الأول/ديسمبر من نفس العام؛ ولم يسبق لها أن تعرضت لحادث بمثل هذه الخطورة منذ 24 سنة (منذ أول رحلة جوية لها).

## الحادث
رحلة الطيران هذه والتي تحمل الرقم 3704 كانت متوجهة من مطار مهرآباد الدولي في طهران نحو مدينة ياسوج، حيث أقلعت من طهران في حوالي 04:30 (توقيت عالمي منسق) واصطدمت بجبل دينا بعد حوالي ساعة من زمن إقلاعها؛ وقد نتج عن الحادث وفاة كل من كان على متن الطائرة والبالغ عددهم 65 شخصا  بما في ذلك 59 مُسافرا وستة من أفراد الطاقم.
حدث في بداية الأمر التباس حول عدد الضحايا، فذكرت بعض المصادر التي نشرت الخبر أن عدد القتلى هم 66 لكن تبين في وقت لاحق أن عددهم 65 فقط وذلك بعدما تغيب أحد الركاب عن الرحلة.

## ما بعد الحادثة

ارتفاع الطائرة التابعة لخطوط آسمان الجوية الإيرانية أثناء الرحلة رقم 3704

ذكرت جمعية الهلال الأحمر الإيراني أنها أرسلت طائرة بدون طيار إلى منطقة وقوع الحادثة قصد التأكد مما حصل والمسارعة في إنقاذ ما يمكن إنقاذه، وذكر التلفاز الحكومي أن الحادثة نتيجة سوء الأحوال الجوية حيث صرح أن الجو كان ضبابيا ومنع الربان من رؤية الجبال الصخرية، وأضاف موضحا أن الطائرات المروحية لا تستطيع الوصول إلى موقع الحادث في زاغروس (جبال دينا بالتحديد) بسبب وعورة المنطقة التي تقع على علو 4,409 متر (14,465 قدم) فوق مستوى سطح البحر. وقد ذكرت بعض المصادر في وقت لاحق أن موقع تحطم الطائرة شهد أحوال جوية سيئة بما في ذلك كثرة الثلوج والرياح القوية التي أعاقت عمليتا البحث والإنقاذ. وعلى الرغم من مُرور اثنا عشر ساعة على وقت سقوطها إلا أن رجال الإنقاذ فشلوا في العثور على موقع الحادث ولكن السكان المحليين أخبروا السلطات المعنية بالأمر في وقت لاحق وأكدوا على مُشاهدتهم للحادث ووصفوه وبناء على شهادتهم بنت المصادر الحكومية استنتاجاتها.
هذا وتجدر الإشارة إلى أن الطيار المخضرم والنقيب حجة الله فولاد (رُبان الطائرة المنكوبة) كان قد أنقذ حياة الركاب من قبل وذلك في عام 2013 من خلال هبوط اضطراري في مطار ياسوج بعد فشل وتعطل محرك طائرة من نفس نوع الطائرة التي تحطمت في هذا الحادث. وكانت مجموعة من مواقع الأخبار الإيرانية قد ذكرت أن الطائرة عَادت مُؤخرا من الأسطول الجوي بعد سبع سنوات من الإصلاح؛ حيث ذكرت وكالة روزاروز نيوز: «إن الطائرة التي تحطمت اليوم كانت تُواجه مشاكل تقنية في الجو أثناء الرحلات الأخيرة التي قامت بها قبل بضعة أسابيع.»

## ردود الفعل

### المحلية
- أصدر المرشد الأعلى للثورة الإسلامية علي الخامنئي بيان تعزية بضحايا طائرة الركاب الإيرانية قائلًا «لقد أدّت حادثة سقوط طائرة نقل المسافرين التي راح ضحيتها عدد من المواطنين الأعزاء إلى إدخال الغم والأسف إلى القلوب. وأبدي حزني العميق ومواساتي الخالصة مع العوائل المفجوعة، وأسأل الله تعالى لهم الصبر الجميل والأجر الجزيل وأسأله الرحمة والمغفرة الإلهية للضحايا. ويجب على المسؤولين أن يبذلوا كل جهودهم وأن يتعاونوا من أجل اتخاذ الإجراءات اللازمة وتوفير الإمكانات لتكريم وتشييع جثامين الضحايا.[10]»
- قدم الرئيس الإيراني حسن روحاني، التعازي إلى أهالي ضحايا الطائرة الإيرانية المنكوبة وأكد أن عمليات التحقيق في الحادث مستمرة.[11]

### الدولية
- روسيا:بعث الرئيس الروسي فلاديمير بوتين، برقية تعزية للرئيس الإيراني في كارثة تحطم الطائرة المنكوبة.[12]
- قطر:بعث أمير قطر تميم بن حمد آل ثاني برقية إلى فخامة الرئيس الإيراني أعرب فيها عن تعازيه في ضحايا حادث تحطم طائرة الركاب الإيرانية.[13]
- تركيا:بعث الرئيس التركي رجب طيب أردوغان، برقية عزاء إلى نظيره الإيراني على خلفية سقوط طائرة مدنية وسط إيران ومصرع ركّابها.[14]
- الكويت:بعث أمير الكويت الشيخ صباح الأحمد الجابر الصباح برقية تعزية إلى فخامة الرئيس الإيراني عبر فيها سموه عن خالص تعازيه وصادق مواساته لفخامته ولأسر ضحايا سقوط طائرة الركاب الإيرانية.[15]
- أذربيجان:بعث رئيس جمهورية أذربيجان إلهام علييف برقية عزاء إلى نظيره الإيراني على خلفية سقوط طائرة الركاب الإيرانية ومقتل عدد من المواطنين.[16]
- مصر: أعربت وزارة الخارجية يوم 19 فبراير عن تعازيها في ضحايا تحطم الطائرة مؤكداً على وقوف مصر حكومةً وشعباً إلى جانبهم في تلك المحنة.[17]